# Červenáčkovití
Čeleď červenáčkovití (Pyrochroidae) je skupina brouků, obecně známých v anglicky mluvících zemích jako fire-coloured beetles (ohnivě zbarvení brouci). Tato čeleď obsahuje kolem 150 druhů. Některé druhy v podčeledi Pyrochroinae mají hřebenovitá tykadla. Tato čeleď též obsahuje většinu členů bývalé čeledi Pedilidae.

## Taxonomie
- podčeleď Agnathinae Lacordaire, 1859
  - rod Agnathus Germar, 1818
    - druh Agnathus decoratus Germar, 1818
- podčeleď Pedilinae Lacordaire, 1859
  - rod Pedilus
    - druh Pedilus fuscus Fisher von Waldheim, 1822
    - druh Pedilus laevicollis Reitter, 1901
    - druh Pedilus rubricollis Motschulsky, 1858
    - druh Pedilus weberi Reitter, 1901
- podčeleď Pyrochroinae Latreille, 1807
  - rod Pyrochroa O. F. Müller, 1764 - červenáček
    - druh Pyrochroa serraticornis (Scopoli, 1763) - červenáček pilorohý
    - druh Pyrochroa coccinea (Linnaeus, 1761) - červenáček ohnivý

  - rod Schizotus Newman, 1838 - ohniváček
    - druh Schizotus pectinicornis (Linnaeus, 1758) - ohniváček hřebenorohý